# سمير نوح (لاعب كرة قدم)

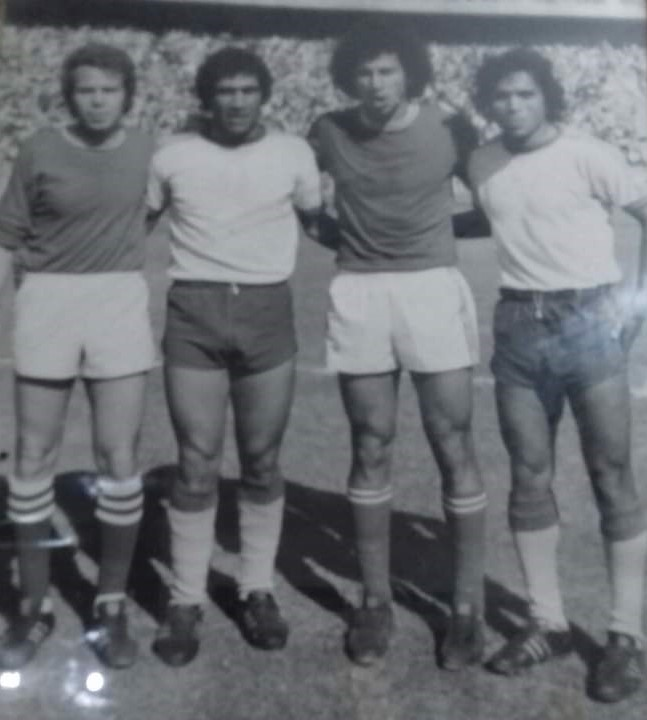
سمير نوح الخطيب عبد الشافي حسن حمدي

سمير نوح (5 مارس 1953) هو لاعب كرة قدم مصري سابق، لعب للنادي البلاستيك ومنتخب مصر لكرة القدم وهومدير اكاديميه استريكر. ولد في منطقه القباري بمحافظة الاسكندريه. ومنها انتقل إلى القاهرة.
انضم سمير نوح لنادى ايسكو بمصر الجديدة، وعندما بلغ الخامسة عشر من عمره بات اسمه يتردد في مجال الكرة خاصة نادي البلاستيك على انتقاله إلى النادي بعدما كان قريبا من التوقيع للاهلي، وكان عمره 16 سنة فقط حينها.

## الدوري الممتاز

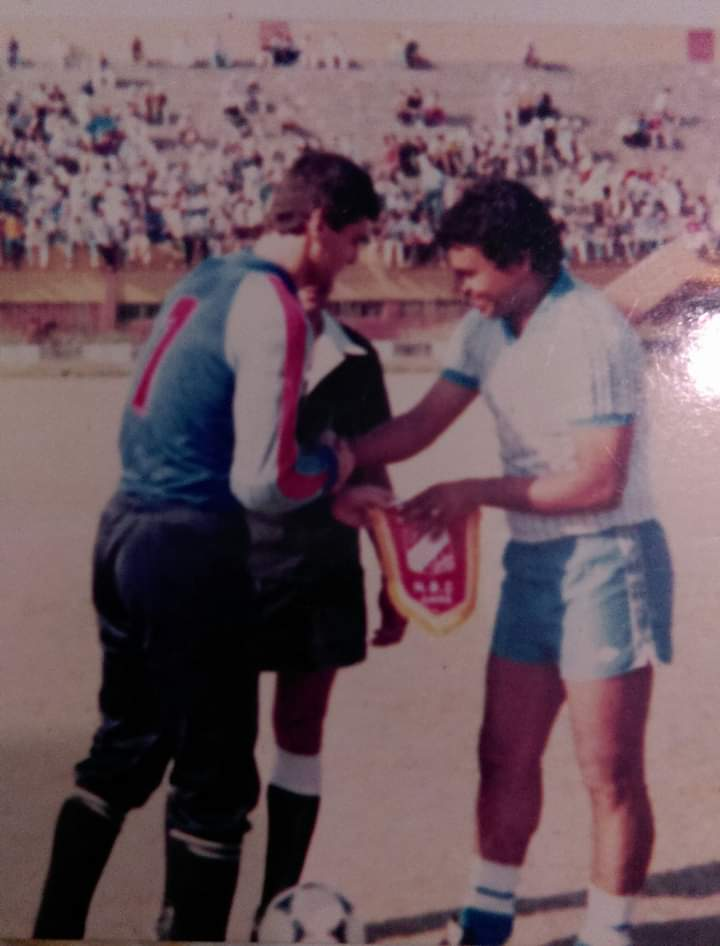
سمير نوح و اكرامي الاعتزال

لعب سمير نوح في الدوري الممتاز من المواسم التالية:
الدوري المصري الممتاز: 1974–75، 1975–76، 1976–77، 1978–79، 1979–80، 1980–81، 1981–82، 1984
كأس مصر: 1978، 1981، 1983، 1984، 1985